# Protula longiseta
Protula longiseta är en ringmaskart som beskrevs av Schmarda 1861. Protula longiseta ingår i släktet Protula och familjen Serpulidae. Inga underarter finns listade i Catalogue of Life.